# 閔可夫斯基和

闵可夫斯基和

閔可夫斯基和（又譯作閔考夫斯基和）是兩個歐幾里得空間的點集的和，以德国数学家赫尔曼·闵可夫斯基命名。點集A與B的閔可夫斯基和就是{\displaystyle A+B=\{\mathbf {a} +\mathbf {b} \,|\,\mathbf {a} \in A,\ \mathbf {b} \in B\}}。
其應用包括：
- 證明常寬圖形周長的Barbier定理
- 證明關於格點圖形的閔可夫斯基定理
- 數學形態學

## 例子
例如，平面上有兩個三角形，其坐標分別為A = {(1, 0), (0, 1), (0, −1)}及B = {(0, 0), (1, 1), (1, −1)}，則其閔可夫斯基和為A + B = {(1, 0), (2, 1), (2, −1), (0, 1), (1, 2), (1, 0), (0, −1), (1, 0), (1, −2)}。